# Бараня (медьє)
Ба́раня (угор. Baranya) — медьє на півдні Угорщини. Адміністративний центр — Печ. Бараня межує з медьє Шомодь, Толна і Бач-Кішкун.

## Географія
На півночі медьє знаходяться гори, вкриті лісами, на півдні та сході — рівнини. Клімат середземноморський, з великою кількістю сонячних днів у році. Велика кількість термальних джерел, 98 % вугільних родовищ Угорщини.

## Історія
З античних часів територія медьє була заселена. До приходу угорських племен на території Барані жили слов'яни. Іштван I Святий заснував в Барані єпископство і створив комітат Бараня.
В 1526 році Бараня була окупована Османською імперією, і була звільнена тільки в 1689 році. За мирним договором в 1920 р південна частина області (1163 км²) була втрачена.
Бараня — медьє з найбільшою кількістю муніципалітетів в Угорщині (більш ніж в 2 рази більше середньостатистичного). В медьє проживає близько 34 % німецької і 32 % південнослов'янської національних меншин в Угорщині.

## Адміністративно-територіальний поділ медьє
Територіально медьє розділене на 9 районів, з яких найбільшим за кількістю мешканців є Печський район, а за площею — Мохачський район. Найбільш щільно заселений Печський район, в якому проживають близько 324 чоловік на квадратний кілометр.
| Карта | Колір                 | Район                  | Оригінальна названа | Адм. центр | Площа (км²) | Мешканців | Селищ |
| ----- | --------------------- | ---------------------- | ------------------- | ---------- | ----------- | --------- | ----- |
|       |                       |                        |                     |            |             |           |       |
|       | Комлоський район      | Komlói kistérség       | Комло               | 314,60     | 40 602      | 19        |       |
|       | Мохачський район      | Mohácsi kistérség      | Мохач               | 846,29     | 50 884      | 43        |       |
|       | Печварадський район   | Pécsváradi kistérség   | Печварад            | 258,49     | 12 849      | 19        |       |
|       | Печський район        | Pécsi kistérség        | Печ                 | 570,83     | 184 936     | 39        |       |
|       | Сентлйоринцький район | Szentlőrinci kistérség | Сентлйоринц         | 270,29     | 15 447      | 20        |       |
|       | Сігетварський район   | Szigetvári kistérség   | Сігетвар            | 668,91     | 27 062      | 46        |       |
|       | Шашдський район       | Sásdi kistérség        | Шашд                | 383,87     | 14 731      | 27        |       |
|       | Шелльєський район     | Sellyei kistérség      | Шелльє              | 463,33     | 14 072      | 35        |       |
|       | Шиклошьский район     | Siklósi kistérség      | Шиклош              | 652,99     | 37 632      | 53        |       |